# Список улиц Киева

## Преамбула
Согласно данным из официального справочника «Вулиці міста Києва», по состоянию на конец ноября 2016 года в Киеве насчитывалось 2721 урбанонима, из них:

| - 1962 улицы; - 524 переулка; - 77 линий; - 55 площадей; | - 32 проспекта; - 20 бульваров; - 15 спусков; | - 12 проездов; - 11 шоссе; - 5 дорог; | - 3 аллеи; - 3 набережные; - 2 тупика. |

В этом списке улиц города Киева представлены урбанонимы Киева, перечисленные в вышеуказанном справочнике, утверждённом в 2015 году, городской информационно-аналитической системе обеспечения градостроительной деятельності (МІАС ЗМД) «Містобудівний кадастр Києва», а также в справочнике «Вулиці Києва» 1995 года и атласе «Київ до кожного будинку».
Современные варианты названий улиц выделены жирным шрифтом, известные старые названия — курсивом; названия улиц, по которым информации нет, либо находящиеся в стадии переименования — обычный шрифт.
Список организован в алфавитном порядке. Названия улиц в честь людей подаются в формате Должность и/или Имя Фамилия. Улицы, имеющие кроме названия порядковый номер, отсортированы в отдельный перечень по номеру, то же касается названий, начинающихся на число.
| # А Б В Г Д Е Ё Ж З И К Л М Н О П Р С Т У Ф Х Ц Ч Ш Щ Э Ю Я |

## #
- 1-го Мая ул.
- 1-й Полевой переулок
- 1-я Софиевская улица ныне часть Валерия Лобановского проспект
- 2-й Казарменный переулок см. Бакинская улица
- 2-я Тростянецкая улица (1989-90) см. Анны Ахматовой улица
- 3-го Интернационала площадь см. Европейская площадь
- 8 Марта ул.
- 6-я линия см. Архитектора Кобелева улица
- 7-я линия см. Архитектора Кобелева улица
- 9 января улица (1925-44) см. Загоровская улица
- 9 Мая ул.
- 40-я Новая улица см. Армейская улица
- 63-я Новая улица см. Эстонский переулок
- 88-я Новая улица (1933-34) см. Академика Доброхотова улица
- 184-я Новая улица см. Багринова улица
- 223-я Новая улица см. Боровой переулок (Киев, Красный хутор)
- 240-я новая улица см. Армянская улица
- 357-я Новая улица см. Теремковский переулок
- 477-я Новая улица см. Азовская улица
- 664-я Новая улица см. Барышевская улица
- 719-я Новая улица см. Гамалиевская улица
- 720-я Новая улица см. Водников улица
- 887-я Новая улица см. Бердянский переулок

| # А Б В Г Д Е Ё Ж З И К Л М Н О П Р С Т У Ф Х Ц Ч Ш Щ Э Ю Я |

## А
- Августина Волошина улица
- Авиаконструктора Антонова улица
- Авиаконструктора Игоря Сикорского улица
- Авиаконструкторская улица
- Автовокзальная площадь см. Демиевская площадь
- Автозаводская улица
- Автопарковая улица
- Автострада см. бульвар Николая Михновского
- Автотранспортная улица
- Агрегатная улица
- Адама Мицкевича улица
- Азербайджанская улица
- Азовская улица
- Айвазовского переулок (с 1939 года)
- Академика Белецкого улица (с 1984 года)
- Академика Богомольца улица (с 1946 года)
- Академика Булаховского улица (с 1965 года)
- Академика Вернадского бульвар
- Академика Глушкова проспект
- Академика Горбунова улица
- Академика Доброхотова улица (с 1970 года)
- Академика Ефремова улица (с 2016 года)
- Академика Заболотного улица
- Академика Ивахненка переулок
- Академика Ивахненка улица
- Академика Карпинского улица
- Академика Кащенко улица
- Академика Киприанова улица
- Академика Королёва улица
- Академика Королёва проспект
- Академика Крымского улица (с 1970 года)
- Академика Кухаря улица
- Академика Лебедева улица
- Академика Навашина улица
- Академика Оппокова улица
- Академика Палладина проспект
- Академика Патона переулок
- Академика Потебни улица
- Академика Стражеско улица (с 1961 года)
- Академика Тутковского улица
- Академика Филатова улица
- Академика Филатова переулок
- Академика Щусева улица (с 1953/55 года)
- Академика Янгеля улица
- Александра Архипенко улица
- Александра Барвинского переулок
- Александра Блока улица (1982-2024) см. улица Майка Йогансена
- Александра Гаврилюка улица
- Александра Горовица улица
- Александра Довженко улица (с 1959 года)
- Александра Дорошкевича улица
- Александра Конисского улица
- Александра Копыленко улица
- Александра Кошица улица
- Александра Лазаревского улица
- Александра Матросова улица
- Александра Махова улица
- Александра Мильчакова улица
- Александра Мишуги улица (с 1993 года)
- Александра Пироговского улица
- Александра Попова улица
- Александра Попова переулок
- Александровская улица
- Александры Экстер улица
- Алексеевская улица
- Алексея Терёхина улица
- Алексея Шовкуненко улица
- Алексы Тихого улица
- Алишера Навои проспект
- Аллы Горской переулок
- Аллы Тарасовой улица
- Алматинская улица (с 2018 года)
- Амвросия Бучмы улица
- Андрея Головко улица
- Анатолия Кудрицкого переулок
- Анатолия Петрицкого улица (с 1965 года)
- Анатолия Соловьяненко улица
- Андреевская улица
- Андреевский спуск
- Андрея Верхогляда улица
- Андрея Головко улица
- Андрея Иванова улица
- Андрея Малышко улица
- Андрея Мельника улица
- Андрея Первозванного площадь
- Анищенко улица
- Анкары площадь
- Анны Ахматовой улица (с 1990 года); ранее то же названия у ул. Александра Кощица
- Антона Цедика улица
- Антонова-Овсеенко улица см. Владимира Наумовича улица
- Антоновича улица (с 2005 года)
- Апрельский переулок
- Армейская улица (с 1944 года))
- Армянская улица (с 1953 года)
- Армянский переулок
- Арсенальная площадь
- Арсенальная улица
- Арсенальный переулок
- Артезианский переулок
- Артековская улица см. Академика Вернадского бульвар
- Артиллерийский переулок (с 1958 года)
- Артиллерийский переулок (Шулявка)
- Архитектора Вербицкого улица
- Архитектора Городецкого улица (с 1996 года)
- Архитектора Кобелева улица (с 2016 года)
- Архитектора Николаева улица
- Архитекторская улица
- Астрономическая улица
- Ахтырский переулок
- Аэродромная улица

| # А Б В Г Д Е Ё Ж З И К Л М Н О П Р С Т У Ф Х Ц Ч Ш Щ Э Ю Я |

## Б
- Багринова улица
- Базарная площадь см. Демиевская площадь, также Печерская площадь
- Базарный переулок см. Ярославский переулок
- Байкальская улица
- Байкова улица
- Бакинская улица (с 1955 года)
- Балакирева улица
- Балаклеевская улица
- Балтийский переулок
- Банковая улица
- Баренбойма улица
- Баррикадная улица
- Барышевская улица (с 1953 года)
- Бассейная улица
- Бастионная улица (с 1940 года)
- Бастионный переулок
- Батумская улица
- Баумана переулок
- Бахмачская улица
- Баштанский переулок
- Белицкая улица
- Беличанская улица
- Белорусская улица
- Бердичевская улица
- Бердянская улица
- Бердянский переулок (с 1955 года)
- Береговая улица
- Бережанская улица
- Березняковская улица
- Берестейский проспект
- Берковецкая улица
- Бексидская улица
- Бессарабская площадь
- Бетховена улица
- Бехтеревский переулок, см. Варяжский переулок
- Блакитного улица
- Бобринецкая улица
- Бобруйский переулок
- Богатырская улица
- Богдана Гаврилишина улица
- Богдана Хмельницкого площадь см. Бессарабская площадь
- Богдана Хмельницкого улица (с 1992 года)
- Богдановская улица
- Богдановский переулок
- Богодуховская улица
- Богунская улица
- Богунский переулок
- Богуславский спуск
- Боевая улица
- Боевский переулок
- Большая Васильковская улица (до 1919 и с 1914 года)
- Большая Житомирская улица
- Большая Китаевская улица
- Большая Окружная улица
- Бондарская улица
- Бондарский переулок
- Бонч-Бруевича улица см. Владимира Дурдуковского улица
- Бориса Ветрова улица
- Бориса Гарина улица
- Бориса Гмыри улица
- Бориса Гринченко улица
- Бориса Шахлина переулок
- Бориславская улица
- Борисоглебская улица
- Бориспольская улица
- Бориспольское шоссе
- Боричев спуск
- Боричев Ток улица
- Боричев Ток переулок см. Ярославский переулок
- Боровая улица
- Боровой переулок (Красный Хутор) (с 1953 года)
- Боровой переулок (Бортничи)
- Боровиковского улица
- Бородянский переулок
- Бортницкая улица
- Борщаговская улица
- Ботаническая площадь (с 1952 года)
- Боткина ул
- Братиславская улица
- Братская улица
- Братства тарасовцев улица
- Братьев Зеровых улица
- Братьев Малаковых улица
- Брестская улица
- Брест-Литовский переулок
- Броварской проспект
- Бродовская улица
- Бродовский переулок
- Брусиловская улица
- Брюллова улица
- Брюсова улица
- Бугорная улица
- Бударина улица
- Будищанская улица
- Бужская улица
- Буковинская улица
- Бульварно-Кудрявская улица (до 1919 и с 2014 года)
- Бурденко переулок
- Бурмистенко улица
- Бурмистенко переулок
- Бусловская улица
- Бусовогорская улица
- Бутышева переулок
- Бучанская улица (с 1955 года)
- Быковнянский переулок
- Быковский переулок
- Бышевский переулок

| # А Б В Г Д Е Ё Ж З И К Л М Н О П Р С Т У Ф Х Ц Ч Ш Щ Э Ю Я |

## В
- Вавиловых улица
- Вадима Гетьмана улица
- Вакуленчука улица
- Вакуленчука переулок
- Валерия Лобановского проспект
- Валерия Марченко площадь
- Валковская улица
- Варвары Маслюченко улица
- Василия Верховинца улица
- Василия Вышиванного улица
- Василия Дончука улица
- Василия Ерошенка улица
- Василия Иваниса улица
- Василия Касияна улица
- Василия Кучера улица
- Василия Мовы улица
- Василия Овсиенко улица
- Василия Порика проспект
- Василия Слипака сквер
- Василия Степанченко улица
- Василия Стуса улица
- Василия Сурикова улица
- Василия Сухенко улица
- Василия Тютюнника улица
- Василия Чумака улица
- Василия Яна улица
- Васильковская площадь
- Васильковская улица
- Васильковский переулок
- Вахтанга Кикабидзе улица
- Вацлава Гавела бульвар (с 2016 года)
- Введенская улица
- Венская улица
- Вербная улица
- Вербовая улица
- Верболозная улица
- Верболозный переулок
- Вересневая улица
- Верхнегорская улица
- Верхний Вал улица
- Верхняя улица
- Верховинная улица
- Верховного Совета бульвар
- Весенняя улица
- Ветряные Горы улица
- Вешенский переулок
- Вигуровский бульвар
- Видовая улица
- Викентия Беретти улица
- Викентия Хвойки улица
- Виктора Забилы улица
- Виктора Ярмолы улица
- Вильгельма Котарбинского улица
- Вильгельма Пика улица
- Винницкая улица
- Виноградная улица см. Филиппа Орлика улица
- Виноградный переулок
- Вискозная улица
- Витавская улица
- Виталия Скакуна улица
- Витовецкий переулок
- Витянская улица
- Вифлеемская улица
- Вишняковская улица
- Владимира Брожко улица
- Владимира Винниченко улица
- Владимира Высоцкого бульвар
- Владимира Гапоненко улица
- Владимира Дурдуковского улица
- Владимира Ивасюка проспект
- Владимира Наумовича улица
- Владимира Покотило улица
- Владимира Сальского улица
- Владимира Сикевича улица
- Владимира Сосюры улица
- Владимиро-Лыбедская улица
- Владимирская улица
- Владимирский проезд
- Владимирский спуск
- Внешняя улица
- Водников улица (с 1953 года)
- Водников переулок ликвидирован в 1980-е, ныне часть улицы Водников.
- Водогонная улица
- Военная улица
- Военный проезд
- Воздвиженская улица
- Воздушных Сил Украины проспект
- Вознесенский спуск
- Вознесенский Яр улица
- Вознесенский переулок см. Кияновский переулок
- Вокзальная площадь
- Вокзальная улица
- Волго-Донская улица
- Волжский переулок
- Володарского улица
- Волошская улица
- Волховская улица
- Волховский переулок
- Волчегорский переулок см. Эстонский переулок
- Волынская улица
- Ворзельская улица
- Воскресенский проспект
- Воскресенская улица
- Восстания сапёров площадь см. Печерская площадь
- Всеволода Нестайко улица
- Выдубицкая улица
- Вырлицкая улица
- Высоковольтный бульвар
- Вышгородская улица
- Вячеслава Липинского улица
- Вячеслава Черновола улица

| # А Б В Г Д Е Ё Ж З И К Л М Н О П Р С Т У Ф Х Ц Ч Ш Щ Э Ю Я |

## Г
- Гаванская улица
- Гаванский переулок
- Гаевая улица
- Газовая улица
- Газопроводная улица
- Гайдамацкая улица
- Гайсинская улица
- Галагановская улица
- Галины Севрук улица
- Галицкая площадь
- Галицкая улица
- Гамалиевская улица
- Гарматная улица
- Гаршина улица
- Гатная улица
- Генерала Авдеенко улица
- Генерала Алмазова улица
- Генерала Доватора улица
- Генерала Доватора переулок
- Генерала Карбышева улица
- Генерала Матыкина улица
- Генерала Момота улица
- Генерала Наумова улица, см. улица Олега Мудрака
- Генерала Шаповала улица
- Геннадия Афанасьева улица
- Георгиевский переулок
- Георгия Гонгадзе проспект
- Георгия Дудника улица
- Георгия Кирпы улица
- Георгия Нарбута проспект
- Георгия Тороповского улица
- Геофизиков переулок
- Героев Войны улица
- Героев Днепра улица
- Героев Змеиного улица
- Героев Космоса улица
- Героев Крут улица
- Героев Мариуполя улица
- Героев Обороны улица
- Героев Полка "Азов" улица
- Героев Севастополя улица
- Героев УПА площадь
- Герцена улица
- Гетмана Кирилла Разумовского улица
- Гетмана Павла Полуботка улица
- Гетмана Павла Скоропадского улица
- Гийома де Боплана улица
- Гладковская улица
- Глебова улица
- Глинки улица
- Глубочицкая улица
- Глуховская улица
- Гната Хоткевича улица
- Гната Юры улица
- Гоголя улица
- Гоголевская улица
- Голосеевская площадь
- Голосеевская улица
- Голосеевский проспект
- Гомельская улица
- Гомельский переулок
- Гончарова улица
- Гористая улица
- Гористый переулок
- Горловская улица
- Горовица улица (1923-41 и 1941-44) см. Большая Житомирская улица
- Города Шалетт улица
- Городищенская улица
- Городнянская улица (1957-84) см. Академика Белецкого улица
- Городская улица
- Госпитальная улица
- Госпитальный переулок
- Гостинная улица
- Гостомельская площадь
- Гостомельская улица
- Градинская улица
- Гребинки улица
- Гречишный переулок
- Григория Андрющенко улица
- Григория Ващенко улица
- Григория Гуляницкого улица
- Григория Онискевича улица
- Григория Сковороды улица
- Григория Царика улица
- Григория Чупринки улица
- Григоровича-Барского улица
- Гродненская улица
- Гродненский переулок
- Грозненская улица
- Громадская улица
- Громкий переулок
- Грузинская улица
- Грузинский переулок
- Грушецкая улица
- Гулака-Артемовского переулок
- Гулаков-Артемовских улица

| # А Б В Г Д Е Ё Ж З И К Л М Н О П Р С Т У Ф Х Ц Ч Ш Щ Э Ю Я |

## Д
- Давида Гурамишвили улица
- Далёкая улица
- Даниила Щербаковского улица
- Дарвина улица
- Дарницкая площадь
- Дарницкий бульвар
- Дарницкое шоссе см. Алматинская улица
- Дашавская улица
- Двинская улица
- Дворцовая площадь см. Конституции площадь
- ДВРЗ шоссе (1961-73) см. Алматинская улица
- Дегтярная улица
- Дегтярёвская улица
- Дежнёва улица
- Дежнёва переулок
- Делегатский переулок
- Деловая улица
- Демиевская площадь
- Демиевская улица
- Демиевский переулок
- Дениса Антипова улица
- Дениса Монастырского улица
- Депутатская улица
- Деревообрабатывающая улица
- Деснянская улица
- Десятинная улица
- Десятинный переулок
- Джеймса Мейса улица
- Джерельная улица
- Джерельный переулок
- Джона Маккейна улица
- Джохара Дудаева улица
- Диканский переулок
- Димитрова улица
- Дионисовский переулок см. Бехтеревский переулок
- Дмитриевская улица
- Дмитрия Дорошенко улица
- Дмитрия Луценко улица
- Днепроводская улица
- Днепровская наб.
- Днепровская улица
- Днепровский спуск
- Днепровский переулок
- Днепровское шоссе
- Днестровская улица
- Добролюбова улица
- Добрососедская улица
- Добрососедский переулок
- Добружская улица
- Добрый Путь улица
- Довженко улица
- Довнар-Запольского улица
- Доковская улица
- Докучаевская улица
- Докучаевский переулок
- Долинная улица
- Донецкая улица
- Донская улица
- Донской переулок
- Дорогожицкая улица
- Достоевского переулок
- Драгомирова улица
- Древлянская улица
- Дружбы улица
- Дружковская улица
- Дружная улица
- Дубенская улица
- Дубровицкая улица
- Дубровицкий переулок
- Дунаевского улица
- Дунаевского переулок
- Дымерская улица

| # А Б В Г Д Е Ё Ж З И К Л М Н О П Р С Т У Ф Х Ц Ч Ш Щ Э Ю Я |

## Е
- Евгении Гуцол переулок
- Евгении Мирошниченко улица
- Евгения Коновальца улица
- Евгения Сверстюка улица
- Евгения Харченко улица
- Евгения Чикаленко улица
- Европейская площадь
- Европейского Союза проспект
- Екатерины Белокур улица
- Екатерины Гандзюк улица
- Екатерины Ступницкой улица
- Еленовская улица
- Елены Пчилки улица
- Елены Степанив улица
- Елены Телиги улица
- Елизаветы Чавдар улица
- Ереванская улица

| # А Б В Г Д Е Ё Ж З И К Л М Н О П Р С Т У Ф Х Ц Ч Ш Щ Э Ю Я |

## Ё
- Ёлочная улица
- Ёлочный переулок

| # А Б В Г Д Е Ё Ж З И К Л М Н О П Р С Т У Ф Х Ц Ч Ш Щ Э Ю Я |

## Ж
- Жамбыла Жабаева улица
- Жашковская улица
- Железнодорожная ул
- Железнодорожное шоссе
- Живописная улица
- Жилянская улица
- Житнеторжская площадь
- Жмеринская улица
- Жмеринский переулок
- Жовтневая ул
- Жуля Верна бульвар
- Жулянская улица

| # А Б В Г Д Е Ё Ж З И К Л М Н О П Р С Т У Ф Х Ц Ч Ш Щ Э Ю Я |

## З
- Забайковская улица
- Завальная улица
- Заветная улица
- Заветный переулок
- Заводская улица
- Заводской переулок
- Загоровская улица (с 2023 года)
- Загородный переулок
- Задорожный переулок
- Закарпатская улица
- Залесная улица
- Заливная улица
- Замковецкая улица
- Замковецкий переулок
- Заньковецкой улица
- Западинская ул
- Западная улица
- Заречная улица
- Засарайная улица ныне часть Леси Украинки бульвар
- Захаровская улица
- Зашияновский переулок см. Арсенальная улица
- Звенигородская улица
- Зверинецкая улица
- Зверинецкий переулок
- Звёздный переулок
- Згуровская улица
- Здолбуновская улица
- Зеленогорская улица
- Зелёная улица
- Зелёного Клина переулок
- Зеленого Клина улица
- Землянская улица
- Землянский переулок
- Зимняя улица
- Златопольская улица
- Златоустовская улица
- Зодчих улица
- Зои Бутенко улица
- Зои Гайдай улица
- Золотая улица
- Золотоворотская площадь
- Золотоворотская улица
- Золотоношская улица
- Золочевская улица
- Золочевский переулок
- Зоологическая улица
- Зоотехников улица

| # А Б В Г Д Е Ё Ж З И К Л М Н О П Р С Т У Ф Х Ц Ч Ш Щ Э Ю Я |

## И
- Ивана Богуна улица
- Ивана Бойко улица
- Ивана Выговского улица
- Ивана Гонты улица
- Ивана Дзюбы улица
- Ивана Драча улица
- Ивана Дубового улица
- Ивана Дьяченко улица
- Ивана Ижакевича улица
- Ивана Клименко улица
- Ивана Козловского переулок
- Ивана Котляревского бульвар
- Ивана Кочерги улица
- Ивана Крамского улица
- Ивана Мазепы улица
- Ивана Марьяненко улица
- Ивана Микитенко улица
- Ивана Миколайчука улица
- Ивана Неходы улица
- Ивана Павленко улица
- Ивана Поддубного улица
- Ивана Пулюя улица
- Ивана Светличного улица
- Ивана Сирко улица
- Ивана Тургенева улица
- Ивана Федько улица
- Ивана Фёдорова улица
- Ивана Фирцака улица
- Ивана Франко площадь
- Ивана Франко улица
- Ивана Франко переулок
- Ивана Шевцова улица
- Игоревская улица
- Игоря Брановицкого улица
- Игоря Качуровского переулок
- Игоря Шамо бульвар
- Игоря Турчина улица
- Ижевская улица
- Изобретателей улица
- Изобретателей переулок
- Изюмская улица
- Ильинская улица
- Индустриальный переулок
- Инженерная улица
- Инженерный переулок
- Институтская площадь см. Ботаническая площадь
- Институтская улица
- Интернациональная площадь см. Валерия Марченко площадь
- Иоанна Павла II улица
- Иорданская улица
- Ипсилантиевский переулок
- Ирининская улица
- Ирины Жиленко улица
- Ирпенская улица
- Исаакяна улица
- Исмаила Гаспринского улица

| # А Б В Г Д Е Ё Ж З И К Л М Н О П Р С Т У Ф Х Ц Ч Ш Щ Э Ю Я |

## К
- Кавказская улица
- Кадетский Гай улица
- Кадиевский переулок
- Казанская улица
- Казацкая улица
- Калачёвская улица
- Калиновая улица
- Каминь-Каширский переулок
- Казимира Малевича улица
- Калачевская улица
- Калиновая улица
- Каменец-Подольская улица
- Каменец-Подольский переулок
- Каменская улица
- Каменяров улица
- Каменяров переулок
- Камышинская улица
- Канальная улица
- Каневская улица
- Кантемировский переулок
- Карела Чапека улица
- Карпатская улица
- Карпатской Сечи улица
- Карьерная улица
- Кастуся Калиновского улица
- Каунасская улица
- Каховская улица
- Качалова улица
- Каштановая улица
- Квитки Цысик улица
- Квитки-Основьяненко улица
- Квитки-Основьяненко переулок
- Керамический переулок
- Керченская площадь
- Керченская улица
- Киевская улица
- Киево-Брестское шоссе см. Берестейский проспект
- Киото улица
- Кирилловская улица
- Кирилло-Мефодиевская улица
- Кирпоноса улица
- Китаевская улица
- Кишинёвская улица
- Кияновский переулок
- Клавдиевская улица
- Клеманская улица
- Кленовый переулок
- Клиническая улица
- Клинический переулок
- Кловский спуск
- Княжий Затон улица
- Князей Острожских улица
- Князя Владимира Мономаха улица
- Князя Владимира Ольгердовича переулок
- Князя Всеволода Ярославича улица
- Князя Любарта улица
- Князя Ярополка Святославича переулок
- Кобзарская улица
- Кобзарский переулок
- Ковальский переулок
- Ковельская улица
- Ковпака улица
- Ковтуновский переулок
- Кожемяцкая улица
- Козелецкая улица
- Козьеболотная/Козьеболотская улица/переулок см. Тараса Шевченко переулок
- Коллекторная улица
- Коллонтай улица
- Коломиевский переулок
- Коломыйский переулок
- Колосковая улица
- Кольцевая дорога
- Комбайнёров улица
- Комбинатная улица
- Коммерческий переулок см. Аллы Горской переулок
- Коммунальная улица
- Композитора Мейтуса улица
- Конституции площадь
- Конотопской битвы площадь
- Косогорный переулок (с 1907 года)
- Косогорный Яр улица см. Косогорный переулок
- Кондукторская улица
- Конечная улица
- Коноплянская улица
- Конотопская улица
- Константина Арефьева улица
- Константина Герасименко улица
- Константина Данькевича улица
- Константина Михальчука переулок
- Константиновская улица
- Контрактовая площадь
- Кооперативная улица
- Копайгородская улица
- Коперника улица
- Копыловская улица
- Корабельная улица
- Коренная улица
- Короленковская улица
- Коростенская улица
- Корсунская улица
- Корсунь-Шевченковская улица
- Корчеватская улица
- Корчеватский переулок
- Косенко улица
- Космическая улица
- Космонавта Поповича улица
- Космонавтов площадь
- Косогорный переулок
- Костёльная улица
- Костюка улица
- Котляревского улица
- Кочубеевская улица
- Крайняя улица
- Краковская улица
- Краматорская улица
- Краматорский переулок
- Красиловская улица
- Красицкого улица
- Красная улица
- Кременецкий переулок
- Крепостной переулок (с 1869 года)
- Крепостной тупик
- Крестовый улица
- Крещатик улица
- Криворожкая улица
- Кристины Сушко улица
- Кронштадтская улица
- Кропивницкого улица
- Круглая улица
- Круглоуниверситетская улица
- Крутая улица
- Крутогорная улица
- Крутой спуск
- Крушельницкого улица
- Крыленко улица
- Крылова улица
- Крыловский переулок
- Крымская улица
- Кубанской Украины улица
- Кубанская улица
- Кудрявская улица
- Кудрявский спуск
- Кузьмы Скрябина переулок
- Куприна улица
- Купянская улица
- Кургановская улица
- Куренёвская улица
- Куренёвский переулок
- Курортная улица
- Кустанайская улица
- Кустанайский переулок
- Кучмин Яр улица

| # А Б В Г Д Е Ё Ж З И К Л М Н О П Р С Т У Ф Х Ц Ч Ш Щ Э Ю Я |

## Л
- Лабораторная улица
- Лабораторный переулок
- Лаврская улица
- Лаврский переулок
- Лагерная улица
- Лазурная улица
- Ларисы Руденко улица
- Лауреатская улица
- Левадная улица
- Левадный переулок
- Левандовская улица
- Леваневского улица
- Левитана улица
- Левитана переулок
- Левка Лукьяненко улица
- Левка Мациевича улица
- Лейпцигская улица
- Леонида Быкова бульвар
- Леонида Каденюка проспект
- Леонида Первомайского улица
- Леонтовича улица
- Леопольда Ященка переулок
- Лермонтова улица
- Леси Украинки бульвар
- Леси Украинки площадь
- Леси Украинки улица
- Лесная улица
- Лесничая улица
- Лесной проспект
- Лесной переулок
- Лесоводная улица
- Лесозащитная улица
- Лесозащитный переулок
- Лесорубная улица
- Леся Курбаса проспект
- Летняя улица
- Ливарская улица
- Ливера спуск см. Андреевский спуск
- Лилии Лобановой улица
- Линейная улица
- Липская улица
- Липский переулок
- Лисичанская улица
- Лисичанский переулок
- Лисковская улица
- Литвиненко-Вольгемут улица
- Литинская улица
- Литовский переулок
- Литовский проспект
- Лобачевского улица
- Лобачевского переулок
- Локомотивная улица
- Лохвицкая улица
- Лубенская улица
- Луганская улица
- Луговая улица
- Луговой переулок
- Лукьяновская улица
- Луцкая улица
- Лыбедская площадь
- Лыбедская улица
- Лысенко улица
- Лысогорская улица
- Лысянская улица
- Луки Долинского улица
- Львовская площадь
- Львовская улица
- Любарская улица
- Любарский переулок
- Любецкая улица (1957-61) см. Академика Стражеско улица
- Любомирская улица
- Люботинская улица
- Люботинский переулок
- Людмилы Проценко улица
- Лютеранская улица
- Лятошинского улица

| # А Б В Г Д Е Ё Ж З И К Л М Н О П Р С Т У Ф Х Ц Ч Ш Щ Э Ю Я |

## М
- Магистральная улица
- Майская улица
- Макаренко улица
- Макаренко переулок
- Макаровская улица
- Макеевская улица
- Макеевский переулок
- Максима Берлинского улица
- Максима Железняка улица
- Максима Кривоноса улица
- Максима Кривоноса переулок
- Максима Рыльского улица
- Максима Токарева улица
- Малая Житомирская улица
- Малая Кольцевая улица
- Малая окружная автомобильная дорога
- Малая Шияновская улица
- Малинская улица
- Малинский переулок
- Малоземельная улица
- Малокитаевская улица
- Малокитаевский переулок
- Малоподвальная улица
- Мальовничая улица
- Марганецкая улица
- Марганецкий переулок
- Мариинско-Благовещенская улица см. Саксаганского улица
- Марии Боровиченко улица
- Марии Приймаченко бульвар
- Марии Капнист улица
- Маричанская улица
- Марка Вовчка улица
- Марка Безручко улица
- Марка Черемшины улица
- Мартовская улица
- Мартовская улица
- Маршака улица
- Маршала Рокоссовского проспект
- Масловка улица
- Мате Залки улица
- Матросова улица
- Машинистовская улица
- Машиностроительная улица
- Машиностроительный переулок
- Мебельная улица
- Медвинская улица
- Медицинская улица
- Медовая улица
- Международная улица
- Межевая улица
- Межевой переулок
- Межигорская улица
- Мельникова улица
- Мельниченко улица
- Мельничная улица
- Менделеева улица
- Менделе Мойхер-Сфорима улица см. Ярославская улица
- Металлистов улица
- Металлистов переулок
- Метрологическая улица
- Метростроевская улица
- Мефодиевский переулок
- Механизаторов улица см. Генерала Шаповала улица
- Мечникова улица
- Микешина улица
- Милицейская площадь см. Михайловская площадь
- Милославская улица
- Милютенко улица
- Минская площадь (то же название ранее было у Троицкой рыночной площади)
- Минская улица
- Минский переулок
- Мира проспект
- Мира переулок
- Мира улица
- Миргородская улица
- Мирона Орлика улица
- Мироновская улица
- Миропольская улица
- Мирослава Ирчана улица
- Мирослава Поповича улица
- Митрополита Андрея Шептицкого улица
- Митрополита Василия Липковского улица
- Митрофана Довнар-Запольского улица
- Михаила Бойчука улица
- Михаила Гришко улица
- Михаила Грушевского улица
- Михаила Донца улица
- Михаила Драгоманова улица
- Михаила Драй-Хмары улица
- Михаила Емельяновича-Павленко улица
- Михаила Загороднего площадь
- Михаила Заднепровского улица
- Михаила Котельникова улица
- Михаила Коцюбинского улица
- Михаила Максимовича улица
- Михаила Омельяновича-Павленко улица
- Михаила Осадчего
- Михаила Реута переулок
- Михаила Спивака площадь
- Михаила Стельмаха улица
- Михаила Максимовича улица
- Михаила Чалого улица
- Михайла Гришко улица
- Михайловская площадь
- Михайловская улица
- Михайловский переулок (с 1869 года)
- Мичурина улица
- Мичурина переулок
- Млиевская улица
- Мокрая улица
- Молдавская улица
- Молодогвардейская улица
- Молодёжная улица
- Молочанская улица
- Молочанский переулок
- Монтажников улица
- Моринецкая улица
- Моринецкий переулок
- Моршинский переулок
- Москворецкая улица
- Мостицкая улица
- Мостовая улица
- Мостовой переулок
- Моторный переулок
- Мрии улица (с 2024 года)
- Мстислава Скрыпника улица
- Музейный переулок
- Мукачевская улица
- Муромская улица
- Мусы Джалиля улица

| # А Б В Г Д Е Ё Ж З И К Л М Н О П Р С Т У Ф Х Ц Ч Ш Щ Э Ю Я |

## Н
- Набережная улица
- Набережно-Корчеватская улица
- Набережно-Крещатицкая улица
- Набережно-Луговая улица
- Набережно-Лыбедская улица см. Антоновича улица
- Набережно-Печерская дорога
- Набережное шоссе
- Наводницкая площадь
- Нагорная улица
- Нагорный переулок
- Надднепрянское шоссе
- Надежды Светличной переулок
- Назаровская улица
- Наклонная улица
- Народная улица
- Народный переулок
- Наталии Забилы улица
- Наталии Ужвий улица
- Науки проспект
- Нахимова ул.
- Нежинская улица
- Независимости площадь (Майдан Незалежности)
- Некрасова улица
- Неманская улица
- Немецкая улица
- Нероновича улица (1919-37) см. Бульварно-Кудрявская улица
- Нестеровский переулок см. Несторовский переулок
- Несторовский переулок
- Нивский переулок
- Нивская улица
- Нижнеключевая улица
- Нижнеюрковская улица
- Нижний Вал улица
- Нижняя улица см. Бориса Гмыри улица
- Николаевская площадь см. Ивана Франко площадь
- Николаевская улица (1895-1919 и 1941-43) см. Архитектора Городецкого улица
- Николая Амосова улица
- Николая Бажана проспект
- Николая Василенко улица
- Николая Гайцана улица
- Николая Голего улица
- Николая Гринченко улица
- Николая Закревского улица
- Николая Кибальчича улица
- Николая Кравченко улица
- Николая Лаврухина улица
- Николая Лескова улица
- Николая Лукаша улица
- Николая Лукашевича улица см. Ивана Огиенко улица
- Николая Лысенко улица
- Николая Михновского бульвар
- Николая Мурашко улица
- Николая Пимоненко улица
- Николая Плахотнюка улица
- Николая Подвойского улица
- Николая Руденко бульвар
- Николая Садовского улица
- Николая Садовского переулок
- Николая Скрипника улица
- Николая Соловцова улица
- Николая Терещенко улица
- Николая Трублаини улица
- Николая Ушакова улица
- Николая Шепелева улица
- Николая Шпака улица
- Николая Юнкерова улица
- Никольская площадь см. Арсенальная площадь
- Никольский переулок
- Никольско-Ботаническая улица
- Никольско-Слободская улица
- Никопольская улица
- Нила Хасевича улица
- Нины Строкатой переулок
- Новаторов улица
- Новаторов переулок
- Новая площадь см. Михаила Загороднего площадь
- Новая улица
- Новгород-Северская улица
- Новобеличская улица см. Академика Палладина проспект
- Нововокзальная улица
- Новогоспитальная переулок
- Новодарницкая улица
- Новозабарская улица
- Новокодацкая улица
- Новоконстантиновская улица
- Новокорчеватская улица
- Новолевашовский переулок см. Ивана Козловского переулок
- Новомакаровская улица
- Новомичуринская улица
- Новомостицкая улица
- Новонаводницкий переулок
- Новонародный переулок
- Новонежинская улица см. Отрадный проспект
- Новопечерский переулок
- Новопироговская улица
- Новополевая улица
- Новоселицкая улица
- Новоселицкий переулок
- Новосельский бульвар см. Чоколовский бульвар
- Новостроенская площадь
- Новоукраинская улица
- Новый переулок см. Артиллерийский переулок

| # А Б В Г Д Е Ё Ж З И К Л М Н О П Р С Т У Ф Х Ц Ч Ш Щ Э Ю Я |

## О
- Оболонская наб.
- Оболонская площадь
- Оболонский проспект
- Оболонская улица
- Оборонная улица
- Обсерваторная улица
- Обсерваторный переулок см. Чеховский переулок
- Обуховская улица
- Овощной переулок
- Овручская улица
- Огарёва улица
- Огородная улица
- Одесская площадь
- Одесская улица
- Одоевского улица
- Озёрная улица
- Озёрный переулок
- Оксаны Мешко улица
- Оксаны Петрусенко улица
- Олевская улица
- Олега Афанаса улица
- Олега Кошевого улица
- Олеговская улица
- Олексы Довбуша улица
- Олеся Бабия улица
- Олеся Гончара улица
- Ольгинская улица
- Ольгинский переулок см Айвазовского переулок
- Ольги Кобылянской улица
- Ольги Кобылянской переулок
- Олега Ольжича улица
- Ольжича улица
- Омельяна Прицака улица
- Оноре де Бальзака улица
- Оранжерейная улица
- Орбитная улица
- Организаторская улица
- Ореста Васкула улица
- Ореста Левицкого улица
- Ореховатский путь улица
- Орловская улица
- Орловский переулок
- Оросительная улица
- Осенняя улица
- Осиповского улица
- Оскольская улица
- Осокорская улица
- Остапа Вишни улица
- Остафия Дашкевича улица
- Остерская улица
- Остерский переулок
- Островная л.
- Отдыха улица
- Отечественная улица
- Отрадный проспект
- Отто Эйхельмана улица
- Охотская улица
- Охотский переулок
- Очаковская улица
- Очаковский переулок

| # А Б В Г Д Е Ё Ж З И К Л М Н О П Р С Т У Ф Х Ц Ч Ш Щ Э Ю Я |

## П
- Павла Вирского бульвар
- Павла Грабовского улица
- Павла Грабовского переулок
- Павла Загребельного улица
- Павла Ли переулок
- Павла Скоропадского улица
- Павла Тычины проспект
- Павла Усенко улица
- Павла Чубинского улица
- Павленко улица
- Павленко переулок
- Павлика Морозова улица см. Академика Оппокова улица
- Павловская улица
- Павлоградская улица
- Панаса Любченко улица
- Памвы Берынды переулок
- Панаса Мирного улица
- Панаса Мирного переулок
- Панельная улица
- Панорамная улица
- Пантелеймона Кулиша площадь
- Пантелеймона Кулиша улица
- Панфиловцев улица
- Панфиловцев переулок
- Паньковская улица
- Парковая улица
- Парковая дорога
- Парково-Сырецкая улица
- Парковый переулок
- Парниковая улица
- Паровозная улица
- Паровозный переулок
- Патона переулок
- Паторжинского улица
- Патриарха Владимира улица
- Патриарха Мстислава Скрипника улица
- Патриотов улица
- Паустовского улица
- Передовая улица
- Перемышльская улица
- Переяславская улица
- Перспективная улица см. Игоря Брановицкого улица
- Петлюры улица
- Петра Болбочана улица
- Петра Вершигоры улица
- Петра Григоренко проспект
- Петра Дегтяренко улица
- Петра Заломова улица
- Петра Калнышевского улица
- Петра Каркоца улица
- Петра Красикова улица
- Петра Кривоноса площадь
- Петра Куренного улица
- Петра Нестерова улица
- Петра Нищинского улица
- Петра Панча улица
- Петра Радзиня улица
- Петра Радченко улица
- Петра Сагайдачного улица
- Петра Чаадаева улица
- Петра Шелеста улица см. Николая Плахотнюка улица
- Петрозаводская улица
- Петропавловская площадь
- Петропавловская улица
- Петропавловский переулок
- Пехотный переулок
- Печенежская улица
- Печерская площадь
- Печерская улица ныне часть Леси Украинки бульвар
- Печерский бульвар см. Леси Украинки бульвар
- Печерский спуск
- Пешеходный переулок
- Пиостровский переулок см. Несторовский переулок
- Пирогова улица
- Пироговский шлях улица
- Пирятинская улица
- Пирятинский переулок
- Планерная улица
- Планетная улица
- Пластовая улица
- Платона Майбороды улица
- Платоновская улица
- Платоновский спуск
- Плеханова улица
- Плещеева улица
- Плещеева переуло
- Подборная улица
- Подборный переулок
- Подгорная улица
- Подлесная улица
- Подлипка улица
- Подольский переулок
- Покровский переулок
- Покровская улица
- Полевая улица
- Полевой переулок, то же название в разное время имели Артезианский, Политехнический и Политехническая улица.
- Полесская улица
- Полесский переулок
- Политехническая улица
- Политехнический
- Полковая улица
- Полковой переулок
- Половецкая улица
- Полтавская улица
- Полянская улица
- Полянский переулок
- Полярная улица
- Попаснянский переулок
- Попельнянская улица
- Пост-Волынская улица
- Постовая улица
- Почайнинская улица
- Почтовая площадь
- Праведников улица
- Правительственная площадь см. Михайловская площадь
- Правобережная улица
- Пражская улица
- Предславинская улица
- Преображенская улица
- Пржевальского улица
- Приборный переулок (с 1957 года)
- Приветная улица
- Привокзальная площадь
- Привокзальная улица
- Прилужная улица
- Примакова улица
- Приозёрная улица
- Приорская улица
- Приречная улица
- Притисско-Никольская улица
- Причальная улица
- Пришвина улица
- Провиантская улица
- Проводницкая улица
- Проектная улица
- Промышленная улица
- Промышленный переулок
- Прорезная улица (Киев, Святошинский район)
- Прорезная улица (Киев, Шевченковский район)
- Просвещения улица
- Протасов Яр улица
- Профессора Балинского улица
- Профессора Буйко улица
- Профессора Караваева улица
- Профессора Подвысоцкого улица
- Пугачёва улица
- Пустыньская улица
- Путивльская улица
- Пуховская улица
- Пуща-Водицкая улица
- Пуща-Водицкий переулок
- Пшеничная улица

| # А Б В Г Д Е Ё Ж З И К Л М Н О П Р С Т У Ф Х Ц Ч Ш Щ Э Ю Я |

## Р
- Рабочая улица
- Радиальная улица
- Радистов улица
- Радищева улица
- Радищева переулок
- Радомышльская улица
- Радостная улица
- Радужная улица
- Радунская улица
- Раздельная улица
- Раисы Букиной улица
- Раисы Букиной переулок
- Раисы Окипной улица
- Райгородская улица
- Райгородский переулок
- Ракетная улица
- Рахманинова улица
- Революции площадь см. Арсенальная площадь
- Революции улица
- Ревуцкого улица
- Регенераторная улица
- Редутная улица
- Редутный переулок
- Резервная улица
- Резницкая улица
- Рейтарская улица
- Ремесленный переулок
- Ремонтная улица
- Речная улица
- Рэя Бредбери улица
- Ржевский переулок
- Ржищевская улица
- Рижская улица
- Римская улица
- Роберта Лисового улица
- Рогнединская улица
- Рогозовская улица
- Родниковая улица
- Рождества площадь см. Почтовая площадь
- Розважевский переулок
- Розовая улица
- Розовый переулок
- Рокитнянская улица
- Романа Ратушного улица
- Романа Шухевича проспект
- Ромодановская улица
- Рональда Рейгана улица
- Россошанская улица
- Ростиславская улица
- Рощинский переулок
- Рубежовская улица
- Рубежовский переулок
- Руднева переулок
- Ружинская улица
- Русановская набережная
- Русановский бульвар
- Рыбальская улица
- Рыбная улица
- Рыбный переулок
- Рыболовецкая улица
- Рылеева улица
- Рылеева переулок
- Рыльский переулок
- Рыночный переулок

| # А Б В Г Д Е Ё Ж З И К Л М Н О П Р С Т У Ф Х Ц Ч Ш Щ Э Ю Я |

## С
- Саврасова улица
- Садовая улица
- Садовый переулок 1-й - 3-й
- Сажина улица
- Саксаганского улица
- Салавата Юлаева улица
- Саломеи Крушельницкой улица
- Салютная улица
- Салютный переулок
- Салютный проезд
- Самборский переулок
- Самойло Кошки улица
- Санаторная улица
- Санитарная улица
- Сантьяго-де-Чили площадь
- Сапёрное Поле улица
- Сапёрно-Слободская улица
- Сапёрно-Слободской проезд
- Светлая улица
- Светлицкого улица
- Светлогорская улица
- Свободы проспект
- Святищенская улица
- Святодуховская улица
- Святослава Храброго улица
- Святославская улица
- Святотроицкая улица см. Бастионная улица
- Святошинская площадь
- Святошинская улица
- Святошинский переулок
- Севастопольская площадь
- Севастопольская улица
- Северная улица
- Северо-Сырецкая улица
- Седова улица
- Седовцев улица
- Селекционеров улица
- Сельская улица
- Сельскохозяйственный переулок
- Семафорная улица
- Семёна Скляренко улица
- Семёновская улица
- Семьи Глаголевых улица
- Семьи Издиковских улица
- Семьи Стешенко улица
- Семьи Хохловых улица
- Семьи Шевкоплясов улица
- Семёна Скляренко улица
- Сенная площадь см. Львовская площадь
- Сеноманский переулок
- Сентябрьская улица
- Сергея Берегового улица
- Сергея Гусовского улица
- Сергея Есенина улица
- Сергея Колоса улица
- Сергея Лазо улица
- Сергея Миронова улица
- Сергея Набоки улица
- Сергея Параджанова улица
- Сергея Струтинского улица
- Сержа Лыфаря улица
- Серожупанников улица
- Серповая улица
- Серпуховский переулок
- Сечевых Стрельцов улица
- Сечеславская улица
- Сивашская улица
- Сигнальная улица
- Силикатная улица
- Симиренко улица
- Симона Петлюры улица
- Симферопольская улица
- Синеозерная улица
- Сквирская улица
- Сквирский переулок
- Скоморская улица
- Славянская улица
- Славы площадь
- Слесарный переулок
- Словечанская улица
- Слободской переулок
- Смелянская улица
- Смоленская улица
- Смольная улица
- Снайперская улица
- Снежнянский переулок
- Сновская улица
- Сновский переулок
- Соборности проспект
- Совская улица ныне часть Валерия Лобановского проспект
- Совхозная улица
- Сокальская улица
- Солнечная улица
- Соловьиная улица
- Соломенская площадь
- Соломенская улица
- Соляная улица
- Сорочинская улица
- Сортировочная улица
- Сосницкая улица
- Сосновая улица
- Софиевская улица
- Софии Русовой улица
- Софийская площадь
- Софьи Ковалевской улица
- Софьи Перовской улица см. Евгении Мирошниченко улица
- Сошенко улица
- Спасская улица
- Спортивная площадь
- Сретенская улица
- Срибнокольская улица
- Ставковая улица
- Ставропольская улица
- Ставропольский переулок
- Стадионная улица
- Стадионный переулок
- Станиславского улица
- Станюковича улица
- Старая Поляна улица
- Старицкого улица
- Старовокзальная улица
- Старокиевская улица
- Старокиевский переулок
- Старонаводницкая улица
- Старосельская улица
- Степана Бандеры проспект
- Степана Васильченко улица
- Степана Дуки улица
- Степана Ковнира улица
- Степана Олейника улица
- Степана Руданского улица
- Степана Рудницкого улица (с 2022 года)
- Степана Сагайдака улица
- Степана Чобану улица
- Стеценко улица
- Столетова улица
- Столетова переулок
- Столичное шоссе
- Стратегический переулок
- Стратегическое шоссе
- Стратонавтов улица
- Стрелецкая улица
- Стрелковая улица
- Стретенская улица
- Строителей улица
- Строителей переулок
- Стройиндустрии улица
- Стрыйская улица
- Студенческая улица
- Сулеймана Стальского улица
- Сумская улица
- Супийский переулок
- Сухумская улица
- Сырецкая улица

| # А Б В Г Д Е Ё Ж З И К Л М Н О П Р С Т У Ф Х Ц Ч Ш Щ Э Ю Я |

## Т
- Тальновская улица
- Тампере улица
- Танкистов улица
- Тараса Трясыла улица
- Тараса Шевченко бульвар
- Тараса Шевченко переулок (с 1925/54 гг.)
- Тараса Шевченко площадь
- Тарасовская улица
- Таращанская улица
- Таращанский переулок
- Татарская улица
- Татарский переулок
- Татьяны Яблонской улица
- Ташкентская улица
- Тбилисский переулок
- Театральная площадь
- Театральная площадь (XIX века) см. Европейская площадь
- Театральная улица (1941-43) см. Богдана Хмельницкого улица
- Телеграфный переулок
- Тельбинская улица см. Павла Тычины проспект
- Тельмана улица
- Телячий переулок см. Ратманского переулок
- Тепличная улица
- Тепловозная улица
- Теремковская улица см. Теремковский переулок
- Теремковский переулок
- Терещенковская улица
- Тернопольская улица
- Теслярская улица
- Тетеревская улица
- Тешебаева улица
- Тимирязевская улица
- Тимирязевский переулок
- Тираспольская улица
- Тихая улица
- Тихвинский переулок
- Тихоновская улица (ликвидирована)
- Тихоновский переулок (с 1955 года)
- Тихорецкая улица
- Тобольский переулок
- Товарная улица
- Толбухина улица
- Толбухина переулок
- Толстовская улица
- Томашпольская улица
- Тополевая улица
- Торговая площадь см. Печерская площадь
- Торговый переулок
- Трактористов улица
- Трахтемировская улица
- Треповская улица см. Банковая улица
- Трёхсвятительская улица
- Троицкая площадь
- Тростянецкий переулок
- Тростянецкая улица
- Трудовая улица
- Трускавецкая улица
- Тулузы улица
- Тульчинская улица
- Ованеса Туманяна улица
- Туровская улица

| # А Б В Г Д Е Ё Ж З И К Л М Н О П Р С Т У Ф Х Ц Ч Ш Щ Э Ю Я |

## У
- Ужгородская улица
- Ужгородский переулок
- Узинская улица
- Уинстона Черчилля улица
- Украинская улица
- Украинских Героев площадь
- Улицкая улица
- Уманская улица
- Университетская площадь
- Университетская улица
- Университетский бульвар см. Тараса Шевченко бульвар
- Урловская улица
- Урожайная улица
- Уссурийская улица
- Уссурийский переулок
- Устима Кармелюка улица
- Устимовский переулок
- Учебная улица
- Учебный переулок
- Учительская улица
- Ушинского улица
- Ушицкая улица
- Уютная улица

| # А Б В Г Д Е Ё Ж З И К Л М Н О П Р С Т У Ф Х Ц Ч Ш Щ Э Ю Я |

## Ф
- Фадеева улица
- Фадеева переулок
- Фанерная улица
- Фастовская улица
- Февральская улица
- Февральский переулок
- Федьковича улица
- Федьковича переулок
- Феодосийская улица
- Феодосийский переулок
- Фестивальная улица
- Фёдора Кричевского улица
- Фёдора Максименко улица
- Фёдора Эрнста улица
- Фиалковая улица
- Физкультуры переулок
- Филиппа Козицкого улица
- Филиппа Орлика улица
- Филипповский переулок
- Финский переулок
- Флоренции улица
- Фроловская улица
- Фрометовская улица
- Фрометовский спуск
- Фруктовая улица
- Фруктовый переулок см. Ярославский переулок

| # А Б В Г Д Е Ё Ж З И К Л М Н О П Р С Т У Ф Х Ц Ч Ш Щ Э Ю Я |

## Х
- Харичкова переулок см. Чеховский переулок
- Харьковская площадь
- Харьковский переулок
- Харьковское шоссе
- Хвойная улица
- Хмельницкая улица
- Холмогорская улица
- Холмогорский переулок
- Холодноярская улица
- Хорива улица
- Хорива переулок
- Хорольский переулок
- Хорольская улица
- Хортицкий переулок
- Хотинская улица
- Хотовская улица
- Художественная улица
- Хуторская улица
- Хуторской переулок (с 1944 года)
- Хутояровский переулок

| # А Б В Г Д Е Ё Ж З И К Л М Н О П Р С Т У Ф Х Ц Ч Ш Щ Э Ю Я |

## Ц
- Цветочный переулок
- Цветущая улица
- Цветущий переулок
- Целинная улица
- Цимбалов Яр улица
- Цимбалов Яр переулок
- Цимлянский переулок
- Циолковского улица
- Циолковского переулок
- Цитадельная улица

| # А Б В Г Д Е Ё Ж З И К Л М Н О П Р С Т У Ф Х Ц Ч Ш Щ Э Ю Я |

## Ч
- Чабановская улица
- Чайковского улица
- Червоной Калины проспект
- Черешневый переулок
- Черкасская улица
- Черниговская улица
- Чернобаевская площадь
- Чернобыльская улица
- Чернобыльский переулок (формально существует, фактически ликвидирован)
- Черновицкая улица
- Черногорская улица
- Черноморская улица
- Черных Запорожцев улица
- Чернышевского улица
- Черняховского улица
- Чеслава Белинского переулок см. Аллы Горской переулок
- Чехова переулок 1-й - 2-й
- Чеховский переулок (с 1910 года)
- Чешская улица
- Чигиринская улица
- Чигиринский переулок
- Чистяковская улица
- Чистяковский переулок
- Чоколовский бульвар
- Чугуевский переулок
- Чудновского улица
- Чумацкий переулок (с 2022 года)
- Чуриловская улица

| # А Б В Г Д Е Ё Ж З И К Л М Н О П Р С Т У Ф Х Ц Ч Ш Щ Э Ю Я |

## Ш
- Шаумяна улица см. Сергея Параджанова улица
- Шахтёрская улица
- Шевченко улица см. Александра Блока улица
- Шевченко переулок
- Шевченковская улица см. Александра Блока улица
- Шелковичная улица
- Шепетовская улица
- Широкая улица
- Шишкинский переулок
- Школьная улица см. Чернобыльский переулок
- Шлейфера площадь см. Ивана Франко площадь
- Шляховиков улица
- Шолом-Алейхема улица
- Шолуденко улица
- Шоссейный бульвар см. Тараса Шевченко бульвар
- Шота Руставели улица
- Шпилевая улица
- Шполянская улица
- Шулявская улица

| # А Б В Г Д Е Ё Ж З И К Л М Н О П Р С Т У Ф Х Ц Ч Ш Щ Э Ю Я |

## Щ
- Щегловский переулок
- Щекавицкая площадь
- Щекавицкая улица
- Щепкина улица
- Щербакова улица
- Щербакова переулок
- Щусева улица
- Щусева переулок

| # А Б В Г Д Е Ё Ж З И К Л М Н О П Р С Т У Ф Х Ц Ч Ш Щ Э Ю Я |

## Э
- Эдуарда Вильде улица
- Экскаваторная улица
- Электриков улица
- Электриков переулок
- Электротехническая улица
- Энди Уорхола улица
- Энергетиков улица
- Энтузиастов улица
- Эспланадная улица см. Академика Богомольца улица
- Эстонская улица
- Эстонский переулок

| # А Б В Г Д Е Ё Ж З И К Л М Н О П Р С Т У Ф Х Ц Ч Ш Щ Э Ю Я |

## Ю
- Юлии Здановской улица
- Юности улица
- Юношеская улица
- Юрия Кондратюка улица
- Юрия Литвинского улица
- Юрия Пасхалина улица
- Юрия Поправки улица
- Юрия Смолича улица
- Юрия Шевелёва улица
- Юрия Шумского улица
- Юрковская улица

| # А Б В Г Д Е Ё Ж З И К Л М Н О П Р С Т У Ф Х Ц Ч Ш Щ Э Ю Я |

## Я
- Яблоневая улица
- Яблоневый переулок
- Яблочкова улица
- Ягодная улица
- Яготинская улица
- Якова Качуры улица
- Якова Качуры переулок
- Якова Степного улица
- Якова Щеголева переулок
- Якуба Коласа улица
- Якубенковская улица
- Ялтинская улица
- Ямская улица
- Яна Райниса улица
- Янки Купалы улица
- Янтарная улица
- Януша Корчака улица
- Ярослава Гашека бульвар
- Ярослава Ивашкевича улица
- Ярослава Хомива улица
- Ярославов Вал улица
- Ярославская улица
- Ярославский переулок (с 1955 года)
- Яслинская улица
- Ясная улица
- Ясногорская улица
- Яснополянская улица
- Ясный переулок